# Арпая
Арпая (італ. Arpaia) — муніципалітет в Італії, у регіоні Кампанія, провінція Беневенто.
Арпая розташована на відстані близько 200 км на південний схід від Рима, 34 км на північний схід від Неаполя, 23 км на південний захід від Беневенто.
Населення — 2012 осіб (2014).
Покровитель — S. Maria delle Grazie.

## Демографія
Населення за роками:

Станом на 1 січня 2023 року в муніципалітеті офіційно проживали 94 іноземці з 18 країн, серед них 11 громадян країн Євросоюзу та 4 громадяни України.

## Сусідні муніципалітети
- Аїрола
- Форкія
- Паолізі
- Мояно
- Буччано
- Ротонді
- Арієнцо
- Роккараїнола
- Червінара